# Dicladispa quadrifida
Dicladispa quadrifida là một loài bọ cánh cứng trong họ Chrysomelidae. Loài này được Gerstäcker miêu tả khoa học năm 1871.